# 캐슬제이
캐슬제이(본명: 손성준) (한국 한자: 孫聖俊)(영어: Son Seong-jun), (1999년 5월 31일 ~ )은 대한민국의 가수이자 배우로 대한민국의 보이 그룹 MCND의 리더와 메인래퍼를 맡고있다.

## 학력
- 배문중학교 (졸업)
- 안양예술고등학교 (졸업 / 연극영화과)
- 대경대학교 (휴학 / K-연극영화과)

## 출연 작품

### 드라마
- 2010년 KBS 《드라마 스페셜 - 마지막 후뢰시맨》 ... 동건 역
- 2010년 KBS 《프레지던트》 ... 백태욱 아역
- 2011년 EBS 《TV로보는 원작동화 - 잘못 뽑은 반장》 ... 이로운 역
- 2011년 EBS 《TV로 보는 원작동화 - 오총사협회》 ... 임동진 역
- 2012년 JTBC 《아내의 자격》 ... 조재훈 역
- 2013년 MBC 《여왕의 교실》 ... 한국 역

### 영화
- 2012년 《시험비행》 ... 정호 역
- 건국대학교 단편영화 《페어플레이》
- 건국대학교 단편영화 《나야 모르지》
- 한국예술종합학교 단편영화 《텔레비전의 봉인을 풀어라》
- 한국영화아카데미 독립영화 《스카스카》
- 서강대학교 영상대학원 독립영화 《우표》

### 방송
- EBS 《생방송 톡!톡! 보니하니》 ... 고정출연
- 2009년 KBS 《VJ 특공대》 ... 아역스타 인터뷰
- 2009년 MBC LIFE 《인사이드 라이프 - 이제는 초딩돌이다》
- 2010년 EBS 《이수근의 아바타》
- 2012년 JTBC 《메이드 인 유》
- 2011년 SBS 《K팝스타 1》

### 광고
- 피앤지 섬유유연제 다우니 (2012, 2013)
- 전자랜드
- 대한태권도협회
- 포스트 - 포스트 시리얼
- 포스트 - 코코볼 시리얼
- 스폰지 밥
- 현대자동차 (지면)

## 수상
- 2013년 제50회 대종상 단편영화제 남자연기자상